# Diario de la Marina
Diario de la Marina va ser un periòdic cubà de caràcter conservador fundat el 1832, autodenominat "El degà de la premsa cubana".

## Història

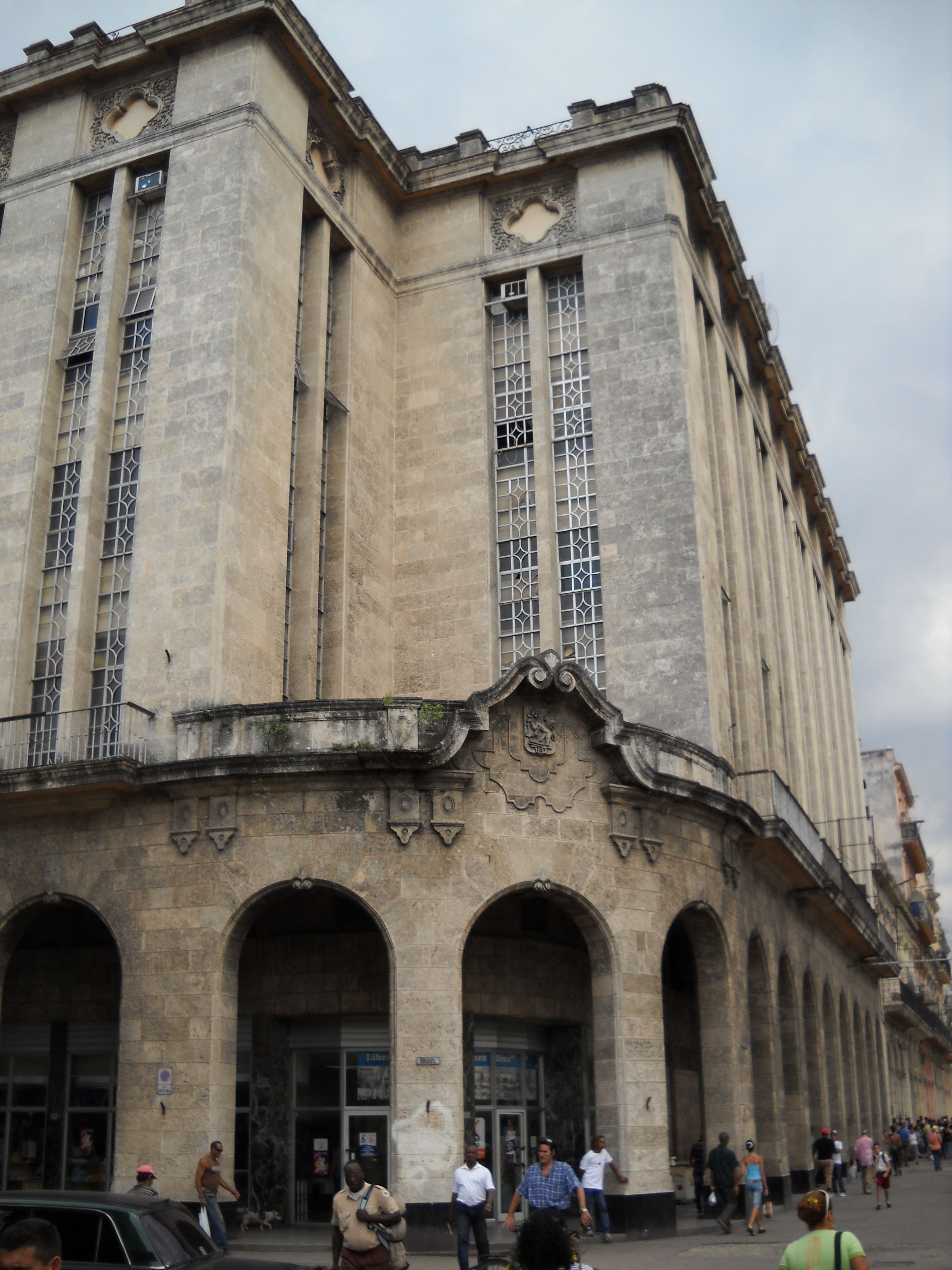
Edifici del Diari de la Marina en 2009.

El Diari de la Marina es va publicar per primera vegada el 16 de setembre de 1832 sota el nom "El Noticioso i Lucero" (per la fusió dels diaris El Noticioso, fundat el 12 de desembre de 1813; i El Lucero, fundat en 1830) i va ser fundat per Nicolás Rivero, adoptant el nom Diario de la Marina l'1 d'abril de 1844. Es va mantenir en circulació diària per tota l'illa durant més de cent anys.
Els directors del Diario de la Marina, en ordre cronològic, van ser: Isidoro Araujo de Lira (fundador, Bouzas 2 de gener de 1816 - l'Havana 6 de març de 1961), Dionisio Alcalá Galeano, José Ruiz de León, Fernando Fragoso, Luciano Pérez Acevedo, Nicolás Rivero Muñiz, José Ignacio Rivero Alonso i José Ignacio Rivero.
En la dècada dels 1920, va ampliar les seves pàgines amb la inclusió d'un suplement literari que va estar dirigit per José Antonio Fernández de Castro i va incloure temàtiques com el humor, cinema, anuncis classificats i els fulletons. El suplement va acollir diferents autors de l'illa i de fora com: Martí Casanovas, Raúl Rosegui, Enrique de la Óssa, José Lezama Lima, Rafael Suárez Solís, Alejo Carpentier, Andrés Núñez Olano, Gastón Baquero, Manuel Navarrès Lluna, Luis Felipe Rodríguez, Ramiro Guerra, Pedro Henríquez Ureña, Miguel Ángel Asturias Rosales, Enrique Gómez Carrillo, Jorge Luis Borges i José Carlos Mariátegui, entre d'altres.
Segons Juventud Rebelde, el diari va donar suport a la dictadura de Fulgencio Batista, publicant informacions falses contra els revolucionaris que van atacar la caserna Montcada en 1953.
Va publicar la seva última edició el 12 de maig de 1960, juntament amb la resta de periòdics independents de Cuba. Posteriorment va continuar la seva publicació com un setmanari editat a Miami fins al 1961, després del fracàs de la invasió de Badia de Cochinos.
L'edifici de l'Havana on estava ubicat el periòdic ara és la seu del Tribunal Provincial Popular de l'Havana.